# Coupe d'Islande de football 1963
La coupe d'Islande 1963 de football est la 4e édition de la Coupe nationale de football.
Elle s'est disputée du 10 août 1963 au 6 octobre 1963, avec la finale disputée au Melavöllur.
Les équipes de 1. Deild (1re division) ne rentrent qu'en quarts de finale de l'épreuve. Lors des tours précédents, les équipes de 2. Deild (2e division), ainsi que les équipes réserves s'affrontent en matchs simples. En cas de match nul, le match est rejoué.
Pour la 4e année consécutive, le KR Reykjavik remporte l'épreuve, en battant en finale l'IA Akranes 4 buts à 1.

## Premier tour
| Équipe 1            | Résultat | Équipe 2             |
| ------------------- | -------- | -------------------- |
| þrottur Reykjavik B | 9 - 2    | KR Reykjavik B       |
| IA Akranes B        | 2 - 0    | Valur Reykjavik B    |
| IB Isafjördur       | 2 - 1    | Breiðablik Kopavogur |
| Vikingur Reykjavik  | 1 - 0    | ÍBK Keflavík B       |

## Deuxième tour
- Entrée en lice de þrottur Reykjavik, ÍBV Vestmannaeyjar, ÍB Hafnarfjörður et Fram Reykjavik B.

| Équipe 1           | Résultat | Équipe 2            |
| ------------------ | -------- | ------------------- |
| ÍB Hafnarfjörður   | 2 - 2    | Fram Reykjavik B    |
| ÍBV Vestmannaeyjar | 5 - 1    | þrottur Reykjavik   |
| IA Akranes B       | 5 - 0    | IB Isafjördur       |
| Vikingur Reykjavik | 2 - 1    | þrottur Reykjavik B |
| ÍB Hafnarfjörður   | 4 - 1    | Fram Reykjavik B    |

## Troisième tour
| Équipe 1         | Résultat | Équipe 2           |
| ---------------- | -------- | ------------------ |
| ÍB Hafnarfjörður | 1 - 3    | ÍBV Vestmannaeyjar |
| IA Akranes B     | 2 - 1    | Vikingur Reykjavik |

## Quarts de finale
- Entrée en lice des 6 clubs de 1. Deild

| Équipe 1             | Résultat | Équipe 2           |
| -------------------- | -------- | ------------------ |
| ÍBA Akureyri (D1)    | 0 - 2    | ÍBK Keflavík (D1)  |
| IA Akranes B         | 2- 3     | KR Reykjavik (D1)  |
| Fram Reykjavik (D1)  | 1 - 4    | IA Akranes (D1)    |
| Valur Reykjavik (D1) | 2 - 0    | ÍBV Vestmannaeyjar |

## Demi-finales
| Équipe 1     | Résultat | Équipe 2        |
| ------------ | -------- | --------------- |
| KR Reykjavik | 3 - 2    | ÍBK Keflavík    |
| IA Akranes   | 6 - 1    | Valur Reykjavik |

## Finale
| 6 octobre 1963 | KR Reykjavik                                                | 4 - 1 | IA Akranes        | Melavöllur, Reykjavik |  |
|                | SigurÞor Jacobsson , · Gunnar Gudmannsson · Gunnar Felixson |       | þordur þordarsson |                       |  |
|                | (Rapport)                                                   |       |                   |                       |  |